# Wojanowo
Wojanowo – osada w Polsce położona w województwie pomorskim, w powiecie gdańskim, w gminie Pruszcz Gdański w pobliżu drogi wojewódzkiej nr 226.
W latach 1975–1998 miejscowość administracyjnie należała do województwa gdańskiego.
Od 1763 do 1927 miejscowość znajdowała się we władaniu rodu Tiedeman-Brandis. Ostatnim właścicielem był Hugo Siewert. Znajdujący się tutaj do 1945 pałac został zniszczony przez Armię Czerwoną. Pozostały po nim pozostałości parku (ob. zespół przyrodniczo-krajobrazowy), z 450-letnim dębem o obwodzie 730 cm (obecnie przy boisku szkolnym). Nieopodal inny dąb o obwodzie 6 m. W 2018 przeprowadzono rewitalizację parku. W 2019 odkryto i zamontowano skrzydło oryginalnej bramy wjazdoweją o wymiarach 237 × 260 mm.
8 września 2018 oddano do użytku ścieżkę rowerową łączącą Wojanowo z Jagatowem.